# 新三人娘
新三人娘（しん さんにんむすめ）とは、1971年の同時期にレコード・デビューをした女性アイドル歌手、小柳ルミ子・南沙織・天地真理（歌手デビュー曲発売順）の三人のこと。
「新三人娘」という呼び名は、他の三人娘と区別するため、2000年代頃から用いられるようになった呼び名である。彼女らが活動した1972～3年頃は、単に「三人娘」あるいは「三代目三人娘」と呼ばれていた。また、72年春にデビューした麻丘めぐみ、山口いづみ、葉山ユリの３人は当時「新三人娘」と呼ばれていた。

## メンバー
- それぞれの人物の来歴・詳細・ディスコグラフィは、各人物名の項目を参照のこと。

### 小柳 ルミ子
- 愛称： ルミちゃん
- キャッチフレーズ："みんなの恋人"
- 出生名： 小柳 留美子
- 生年月日： 1952年7月2日
- 配偶者： なし（1989年に大澄賢也（ダンサー・タレント）と結婚、2000年離婚）
- 子供： なし
- 歌手デビュー曲：「わたしの城下町」 - 1971年4月25日にワーナー・ブラザース・パイオニア（現：ワーナーミュージック・ジャパン）より発売
- 1970年代前半のヒット・ソング: 「お祭りの夜」「雪あかりの町」「瀬戸の花嫁」「京のにわか雨」「漁火恋唄」「春のおとずれ」「冬の駅」など

### 南 沙織
- 愛称： シンシア
- キャッチフレーズ："南の島からきたシンシア"
- 出生名： 内間 明美
- 生年月日： 1954年7月2日
- 配偶者： 1979年（芸能活動一旦引退後）に篠山紀信（写真家）と結婚
- 子供： 長男、次男・篠山輝信（俳優・タレント）、三男
- 歌手デビュー曲：「17才」 - 1971年6月1日にCBS・ソニーレコード（現：ソニー・ミュージックレーベルズ）より発売
- 1970年代前半のヒット・ソング: 「潮風のメロディ」「ともだち」「純潔」「哀愁のページ」「傷つく世代」「色づく街」「ひとかけらの純情」など

### 天地 真理
- 愛称： まりちゃん、白雪姫
- キャッチフレーズ："あなたの心の隣にいるソニーの白雪姫"
- 出生名： 齋藤 眞理
- 生年月日： 1951年11月5日
- 配偶者： なし（1986年に当時カフェバー経営者と結婚、1996年離婚）
- 子供： 長女
- 歌手デビュー曲：「水色の恋」 - 1971年10月1日にCBS・ソニーレコードより発売
- 1970年代前半のヒット・ソング: 「ちいさな恋」「ひとりじゃないの」「虹をわたって」「ふたりの日曜日」「若葉のささやき」「恋する夏の日」「想い出のセレナーデ」など

## 概要
小柳ルミ子
1970年春に宝塚音楽学校を首席で卒業後、NHKの連続テレビ小説『虹』で女優デビュー。翌年4月に3人の先陣を切り、「わたしの城下町」（L-1026R）でレコード・デビューを果たした。八重歯の愛らしいルックスに加え、楽曲の叙情・旅情的な雰囲気が、当時国鉄（現JR）が行っていた集客キャンペーン“ディスカバー・ジャパン”の流行りにマッチして同レコード盤は大ヒット。総合シングルチャートで12週に渡り連続1位を獲得し、同年のシングル年間売り上げ1位となった（ともにオリコン調べ）。2009年現在も、女性ソロ歌手では歴代1位の連続記録である。以降、同系統である演歌調の楽曲を順次発表し、ヒットチャート上位にランクインした。
南沙織
1971年春、まだパスポートが必要とされていた本土復帰前の沖縄から初上京。のちに所属することとなるCBS・ソニー関係者と顔合わせを行い、通算3度目の上京となった同年6月に南沙織の芸名にて「17才」（SONA-86183）でレコード・デビューを果たした。オリコン総合シングルチャート第2位にランクインした本楽曲のヒットなどにより、歌い手と同世代層の聴衆が感情移入できるタイプの楽曲を、最初に歌ったアイドル歌手だと云われることがある。また、南国風ではっきりとした顔立ちとその存在感については、後に南の夫となる写真家の篠山紀信が「彼女の登場は、返還が目前とされた沖縄のイメージ・アップの為の国策歌手かと思ったほど印象が良かった。」と感想を述べている。
天地真理
1971年秋、TBS系テレビドラマ『時間ですよ』のレギュラー役オーディションを受け最終審査には落選したものの、女優・森光子の提案により「隣のマリちゃん」役で出演。程なく「水色の恋」（SONA-86200）でレコード・デビューを果たした。当楽曲中の歌詞フレーズでも登場する "白雪姫" の愛称で親しまれたほか、天地が微笑む顔写真が施された様々なアイドルグッズ（ウィスパー・カード、文房具、子ども用の自転車等）が企画されるなど、日本中を席巻。1973年暮れまでにオリコンではシングル5作で第1位を獲得、アルバムでも5作で第1位を獲得しており、1970年代に発売された女性ソロ歌手のオリコンチャート第1位獲得数最高記録を残した。
こうして颯爽と歌謡界へ登場し、若年層を中心に爆発的な人気を得た三人を、1950年代に活躍した美空ひばり・江利チエミ・雪村いづみの「三人娘（ジャンケン娘）」、1960年代に活躍した中尾ミエ・伊東ゆかり・園まりの「スパーク3人娘」の例にならい、マスコミ等で1970年代の "三人娘" と呼ばれるようになった。またこの三人の存在や売り出し方が、今日に続く「女性アイドル」の在り方の基盤を築いたと語られる機会は多い。実際、この三人が歌手デビューした後には、それまでの芸能界にいなかったようなタイプの女性ヤング・アイドルが数多く登場した（麻丘めぐみ、アグネス・チャン、浅田美代子、キャンディーズ、桜田淳子、山口百恵等）。南沙織のプロデュースを手がけた酒井政利は後に自著の中で、「南沙織がいなかったら、のちの郷ひろみや山口百恵は生まれなかったかもしれない」と語っている。
なお、三人が揃って活躍した1972年から1974年当時は、単に「三人娘」「三代目・三人娘」などと呼ばれており、1972年12月24日に日本武道館で行われた三人の合同コンサート名も、“三人娘 夢のクリスマスプレゼント”であった。「新三人娘」という呼称は、後年便宜上に使われたものである。

## 特徴
先代の三人娘やスパーク3人娘のように、揃って映画に出演する機会はなく、同期生の歌手仲間且つライバル、という傾向が強い。2006年12月20日に放送された日本テレビ系列特別番組『年忘れ2006豪華スタア紅白歌の壮絶バトル！！』で小柳ルミ子と天地真理が出演した際、小柳は天地について「ヒットチャートの1位・2位を競い合った同期」と述べている。一方で、三人揃って雑誌の取材を受けたり、ジョイント・コンサートを行ったり、音楽番組等で共演する機会はあった。
2009年1月31日に古賀政男音楽博物館（東京都渋谷区）で開催された「酒井政利のJポップの歩み」では三人の特性について酒井政利が、「日本情緒を備えた小柳ルミ子」「海を渡ってきた、南国情緒を備えた南沙織」「芸名の如く、天から地へ降って舞い降りたような天地真理」と分析した。
三人そろって歌手デビュー40周年を迎えた2011年には、三人の楽曲のみで構成されたベスト・アルバム『GOLDEN☆BEST 新三人娘 〜天地真理・小柳ルミ子・南沙織〜』（MHCL1933/4）が発売された。

## エピソード
- 小柳・南は揃って1971年暮れの『第2回日本歌謡大賞』と『第13回日本レコード大賞』で新人賞を受賞している（レコード大賞では、小柳が最優秀新人賞）。天地は翌年、第14回日本レコード大賞で大衆賞を受賞した。
- 小柳・南は1971年暮れの『第22回NHK紅白歌合戦』に出場歌手として、デビュー年ながらも選ばれた。南に至っては歌手デビューからわずか半年後での選出で、紅組司会の水前寺清子から「ティーンのアイドル」と紹介された[17]。天地は翌年の第23回紅白で初出場。その後第25回紅白まで、3年連続で三人揃って出演した。
- 1971年から1973年の紅組トップバッターを、それぞれ三人が務めている。

1971年・第22回NHK紅白歌合戦 - 南沙織／17才
1972年・第23回NHK紅白歌合戦 - 天地真理／ひとりじゃないの
1973年・第24回NHK紅白歌合戦 - 小柳ルミ子／漁火恋唄
- 野口五郎が『速報!歌の大辞テン』にゲストとして出演した際、当時NHKの音楽番組に出演するには事前にNHK内部オーディションに合格しなければならなかったが、自分（野口）や同期歌手の研ナオコが数回チャレンジしても不合格だったのに対し、ある日サンダル履きとラフないで立ちでオーディションを受けに来た南が、あっさりと一発合格したので驚いたという（歌唱力に自信があったのに野口と研ともども、7回程度受けてやっと合格した、という話の中で語られた）。
- 人気のバロメーターのひとつである女性芸能人ブロマイドの売上実績は、1971年・1972年は南沙織が1位、1973年は天地真理が1位であった。
- 小柳と南は、偶然にも誕生日が同じ7月2日だった。共演する機会が多かったフジテレビ系列音楽番組『夜のヒットスタジオ』でも、一緒に祝われることがあった。同番組で行われた南のさよなら企画（1978年9月25日放送）の際は、小柳と南がともに寄り添い、涙ながらに「マイ・ウェイ」を歌唱した。
- 小柳と天地は、かつて芸能事務所が同じ渡辺プロダクションの所属であった。その後二人は2000年以降も特別番組などで共演することがあった。それらの番組で、小柳が「自分はデビュー当時母の手縫いの衣装であったが、真理ちゃんはいつも煌びやかな衣装が用意されていた。」などと語ったことがある[18]。
- 南と天地は、かつてレコード会社が同じCBSソニー（現・ソニー・ミュージックエンタテインメント）であった。

## 2005年以降の近況
- 小柳ルミ子

「新三人娘」の中では唯一小柳のみが、現在もテレビ番組出演などコンスタントに芸能活動を続けており、その傍らで2007年からは週刊誌『週刊大衆』でコラムを連載していた。2011年3月には、2010年代初となるシングル盤「やさしくして」を発表。昭和時代の音源を集めたCD-BOXも発売された。
- 南沙織

2006年に自身が監修した歌手デビュー35周年記念CD-BOX（スタジオ・アルバムの紙ジャケット復刻盤）が発売され、オリコン総合アルバムチャートの84位にランクインした。公的な芸能活動は殆どしていないものの、定期的に新作ベスト・アルバムが発売されているほか、新聞社のインタビューに応じることがある。
- 天地真理

1980年代までに録音した音源が収録された歌手デビュー35周年記念CD-BOXが2006年にリリースされる。同ボックスでは、往年のテレビ番組「まりちゃんシリーズ」映像がDVDで初商品化され、ボーカル新録音盤『35th Anniversary』も発表した。2010年10月にはテレビ番組『解禁!(秘)ストーリー 〜知られざる真実〜』に出演し、小柳と二人でアイドル時代の想い出を語った。

## 関連作品
- ゴールデン☆ベストシリーズ

GOLDEN☆BEST 新三人娘 〜天地真理・小柳ルミ子・南沙織〜（2011年8月17日発売、MHCL-1933/4）
GOLDEN☆BEST 小柳ルミ子 シングル・コレクション（2005年3月24日発売、MHCL-518/9）
GOLDEN☆BEST 南沙織 筒美京平を歌う（2002年6月19日発売、MHCL-113/4）
GOLDEN☆BEST 南沙織 コンプリート・シングルコレクション（2010年9月8日発売、MHCL-1788/9）
GOLDEN☆BEST 天地真理 コンプリート・シングル・コレクション・アンド・モア（2002年11月20日発売、MHCL-175/6）
GOLDEN☆BEST 天地真理（2013年4月17日発売、MHCL-2256）
- CD-BOX

小柳ルミ子 CD-BOX - 通販CD
小柳ルミ子 デラックス・ボックス - 限定生産CD
Cynthia Memories - 通販CD
CYNTHIA ANTHOLOGY - 限定生産CD
ドーナツ盤型12cmCDコレクション - 限定生産通販CD
Cynthia Premium - 限定生産CD
天地真理 プレミアム・ボックス - 通販CD